# ヒッキーヒッキーシェイク
『ヒッキーヒッキーシェイク』（ひっきーひっきーしぇいく）は、津原泰水の小説。幻冬舎PONTOONにおいて2013年より連載、加筆のうえ幻冬舎より2016年に単行本、早川書房より2019年に文庫版が刊行された。
連載、単行本の装画はクラウス・フォアマン。文庫版では丹地陽子となっている。

## あらすじ
ヒキコモリ専門のカウンセラー竺原丈吉は、クライアントであるヒキコモリの3人に、「不気味の谷を越える」プロジェクトを持ちかける。

## 概要
三人称で書かれた現代小説である。舞台となる年代は特定されていないが、物語の軸となる「プロジェクト」はコンピュータプログラムや動画サイトを使用したものであり、時代性のはっきりした内容となっている。
2016年、SUGOI JAPAN Award 2017 エンタメ部門候補、第33回織田作之助賞最終候補。
文庫版は単行本に引き続いて幻冬舎から刊行される予定であったが、その作業中に生じた所謂「幻冬舎騒動」により頓挫、早川書房からの刊行となった。
この騒動で世間の注目を集めたことにより、本作は著者の他の作品と較べメディアに多く取り上げられている。

## 主な登場人物
竺原丈吉（じくはらじょうきち）／JJ
カウンセラー。詐欺師まがい。
乗雲寺芹香（じょううんじせりか）／パセリ
ヒキコモリ。混血の美形。絵が趣味。二十歳。
刺塚聖司（いらつかせいじ）／セージ
ヒキコモリ。国立理系の院卒。三十路。
ロックスミス（ろっくすみす）／ローズマリー
正体不明のウィザード。
苫戸井洋佑（とまといようすけ）／タイム
ヒキコモリ。作曲が趣味。不登校の中学2年。

## クラウス・フォアマンによる装画
著者が、親交の深い金子國義の展覧会後、宴席で同席した伊勢丹の美術部門のバイヤーから「クラウス・フォアマンを日本に紹介したい」との相談を受けたことに端を発する。
著者は小説家として寄与できる最も有効な広報の手段として、フォアマンによる画を自らの著作の装画として使用することを提案。
企画段階であった本作を提示したところ、ヒキコモリという問題に関心を持つフォアマンの快諾を得た。
フォアマンは本作の企画内容を受けた画を描き下ろし、その細部が執筆中の小説の内容に逆に反映した部分もある。著者はこれを「合作である」と発言している。
画は連載時には部分の抜粋が挿絵として使用され、単行本刊行時に表紙カバーとして全体像が使用された。
画は当初データで送付されたが、日本の印刷技術に堪える解像度ではなかったため、著者が自費で原画を購入した。
日本においては知名度の低いフォアマンであるが、著者にとっては、音楽に没頭した少年時代からの憧れの存在であった。著作『ブラバン』に、高校時代に新聞配達をしてエレキベースを入手したという自伝的エピソードがあるが、このとき購入した楽器の型はフォアマンが使用していたことから選んだものである。

## 書籍情報
- 『ヒッキーヒッキーシェイク』幻冬舎／単行本／2016年
- 『ヒッキーヒッキーシェイク』早川書房／文庫／2019年

### 関連書籍
- 『音楽は何も与えてくれない』幻冬舎／単行本／2014年 - クラウス・フォアマンと組むに至った経緯についての記述がある。またクラウス・フォアマンからの寄稿を収載。

### 関連作品
- 津原泰水『たまさか人形堂』シリーズ - 本作でプロジェクトの参考として挙げられるラヴドールメーカー〈キャプチュア〉が登場。
- 津原泰水『歌うエスカルゴ』 - 本作の登場人物の一人である榊才蔵が登場。